# Rhoicinus wapleri
Rhoicinus wapleri là một loài nhện trong họ Trechaleidae.
Loài này thuộc chi Rhoicinus. Rhoicinus wapleri được Eugène Simon miêu tả năm 1898.